# Meixian, Fujian
Meixian är en köping i sydöstra Kina. Den ligger i Youxi härad i staden Sanming i provinsen Fujian, omkring 110 kilometer väster om provinshuvudstaden Fuzhou. Antalet invånare är 28 135. Befolkningen består av 13 192 kvinnor och 14 943 män. Barn under 15 år utgör 86 %, vuxna 15-64 år 73 %, och äldre över 65 år 10,0 %.